# ナーシャ・ジベリ
ナーシャ・ジベリ（Nasir Gebelli、ナーシ・ジベリ、ナーセル・ジェベッリー、ペルシア語: ناصر جبلی Nāṣer Jebellī、1957年 - ）は、コンピューターゲームのプログラマ。イラン出身。『とびだせ大作戦』、『ハイウェイスター』、『ファイナルファンタジーシリーズ（I - III）』、『聖剣伝説2』などをプログラムする。

## 略歴
イランの王族であったが、イラン革命により渡米してコンピュータ科学を学ぶ。1980年に友人とApple II用のゲームを製作するシリウス・ソフトウェアを立ち上げるが、1981年に退社。その後ジベリ・ソフトウェアを設立するが、アタリショックの影響もあり、倒産した。
その後は世界中を放浪していたが、Brøderbundのオーナーをしていた友人ダグ・カールストンを訪ねた際にゲーム開発に誘われる。この時に偶然居合わせたのが、スクウェア（現スクウェア・エニックス）初代社長の宮本雅史であった。宮本の勧めでナーシャはスクウェアに入社し、もともと彼のゲームのファンであったという坂口博信と出会う。ほぼ同期の入社に河津秋敏と時田貴司がいる。食生活は毎日ステーキを食べることで知られた。
得意とする高速画像処理と疑似3D技術を生かした『ハイウェイスター』『とびだせ大作戦』といったソフトを開発した後、『ファイナルファンタジー』に参加。『FFIII』までを手がけ、続いて『FFIV』（ファミコン版）を担当する予定であったが、開発が中止。スクウェアにおいて最後に担当した『聖剣伝説2』開発後の1993年にゲーム業界を離れ、再び世界放浪の旅に出る。
1998年、John Romeroの呼びかけにより、ダラスで開かれたApple II 20周年パーティーにおいて、久々に公の場に姿を現す。その後カリフォルニア州都サクラメントに在住し、坂口との交友は続く。2024年現在、スマートホームの技術開発に携わっている。

## 逸話
Apple II時代から「天才プログラマー」と言われていた。ファミコンの仕様で明記されていないCPUの挙動まで知り尽くした上でゲームソフトのプログラミングを行っていた。
『FFI』の開発にあたり、石井浩一は「飛空船に影をつけて浮いているように見せたい」と坂口に提案したが、坂口は「そんなの無理だ」と述べた。しかし、石井が後日ナーシャに相談したところ、その翌日には飛空船に影がついている上に4倍速移動を実現させ、スタッフを驚かせた。4倍速の動作に関しては、ファミコンのCPUのエラッタに近い挙動を使用して実現していた。
『FFIII』は、オリジナル版発売の後、リメイク版の製作が何度か発表されるものの、なかなか実現せず、何度か企画自体の仕切り直しを重ねた。実際にリリースされたのは当初の発表（2000年頃）から実に6年が経過した2006年のことである。このようにリメイク版の製作が難航した理由のひとつとして、ナーシャがより豪華な表現を盛り込もうとして、データ構造を工夫し、ファミコンのハードウェアの実装に極度に依存した手続きで処理を記述していたため、リメイク版でグラフィックを現代的にアレンジし、かつ同等のゲーム性を実現する場合に相応のスペックが求められていたことが挙げられている。
『FFIII』の開発において重大なバグが発生し、ナーシャに指示を仰いだところ、修正するべき部分のプログラムコードを電話越しに語り、電話を受けた田中弘道などの開発スタッフを驚かせる。
坂口博信も同じようなエピソードに触れており、ナーシャがビザの都合で帰国した際に国際電話でバグの症状を相談したところ、電話口でナーシャの指示通りにプログラムを修正したところバグが直ったという。ナーシャはプログラムリストをすべて暗記していた、とのことである。
技術的特徴では『ファイナルファンタジー』での飛空船（飛空艇）の超高速スクロールや、『とびだせ大作戦』の3Dスクロールのほか、初期FFシリーズの高速な戦闘アニメーションや『聖剣伝説2』のリングコマンドがある。
ソフトウェアの中にイースターエッグを入れることもあった。『ファイナルファンタジー』の隠しゲーム、15パズルはナーシャが勝手に作ったプログラムを隠し要素として入れたものである。些末なものになると『ファイナルファンタジーIII』の隠しメッセージ「BY NASIR」であり、ゲーム起動時に特定コマンドを入力すると現われる。『とびだせ大作戦』にはディスクシステムのゲームでは珍しいコピープロテクトが施してあり、コピー版であることを認識すると、「NASIR」の署名が入ったメッセージが表示されて起動できないようになっていた。

## 作品

### Sirius Software
- Star Cruiser (1980, Apple II)
- Phantoms Five (1980, Apple II)
- Both Barrels (1980, Apple II)
- Gorgon (1981, Apple II)
- Space Eggs (1981, Apple II)
- Cyber Strike (1981, Apple II)
- Pulsar II (1981, Apple II)
- Autobahn (1981, Apple II)

### Gebelli Software
- Horizon V (1981, Apple II)
- Firebird (1981, Apple II)
- Russki Duck (1982, Apple II)
- Zenith (1982, Apple II)
- Neptune (1982, Apple II)

### スクウェア
- とびだせ大作戦 (1987, ファミリーコンピュータ ディスクシステム)
- ハイウェイスター (1987, FC)
- JJ (1987, FC)
- ファイナルファンタジー (1987, FC)
- ファイナルファンタジーII (1988, FC)
- ファイナルファンタジーIII (1990, FC)
- 聖剣伝説2 (1993, SFC)